# Луциан Прой
Луциан Прой (на френски: Lucien Proy) е австрийски католически духовник, лазарист, мисионер в Македония, дългогодишен преподавател в Солунската българска семинария (гимназия).

## Биография
По народност е австриец роден 1867 година. Става монах в лазаристкия орден в 1888 г. и пристига в мисията в Солун. Преподава 18 години в Солунската българска семинария. След това е директор на Кукушката българска католическа прогимназия и на тази в Битоля. Подкрепя българската кауза и защитава усилено битолските българи пред турските власти. По-късно става католически свещеник в Кавала.